# You Ain't My Friend
You Ain't My Friend är musikern/kompositören Eddie Meduzas 8:e studioalbum. Albumet släpptes 1990 som det första studioalbumet på fem år. Detta var Eddies "skilsmässoalbum", vilket märks på många av texterna.
Citat från konvoluten:
- "Tack till grabben som gjorde livet grönt igen"
- "Eddie rules OK!"

## Låtlista (LP och CD-version från 1990)
Sida A:
1. Sweet Linda boogie
2. You ain't my friend
3. Little rag-doll
4. Vicious lips
5. Don't bring me down
6. Shame, shame woman
Sida B:
1. Crying in my pillow
2. Don't turn around
3. Oh, Gabrielle
4. Heart, don't be a fool
5. Impossible love

## Låtlista (CD-versionen från 2002)
1. Sweet Linda boogie
2. You ain't my friend
3. Little rag-doll
4. Vicious lips
5. Don't bring me down
6. Shame, shame woman
7. Crying in my pillow
8. Don't turn around
9. Oh, Gabrielle
10. Heart, don't be a fool
11. Impossible love
12. Jag vill ha en grammis ("Shame, shame woman" med svensk text)
13. Midsommarnatt

## Medverkande musiker
- Sigge: Trummor, "& tröstande tankar".
- Matts: Bas, "& intelligenta idéer".
- Erik: Saxofon, "& ljuva ljudligheter".
- Roffe: Countrygitarr, "& manlig mogenhet".
- PJ Widestrand: Tekniker "& pojkjävel", producent.

Enligt konvoluten: "Resten: Jag (Eddie Meduza) själv.".
Inspelning och mixning: Dream Machine Studio.